# Sint-Pietersdorp

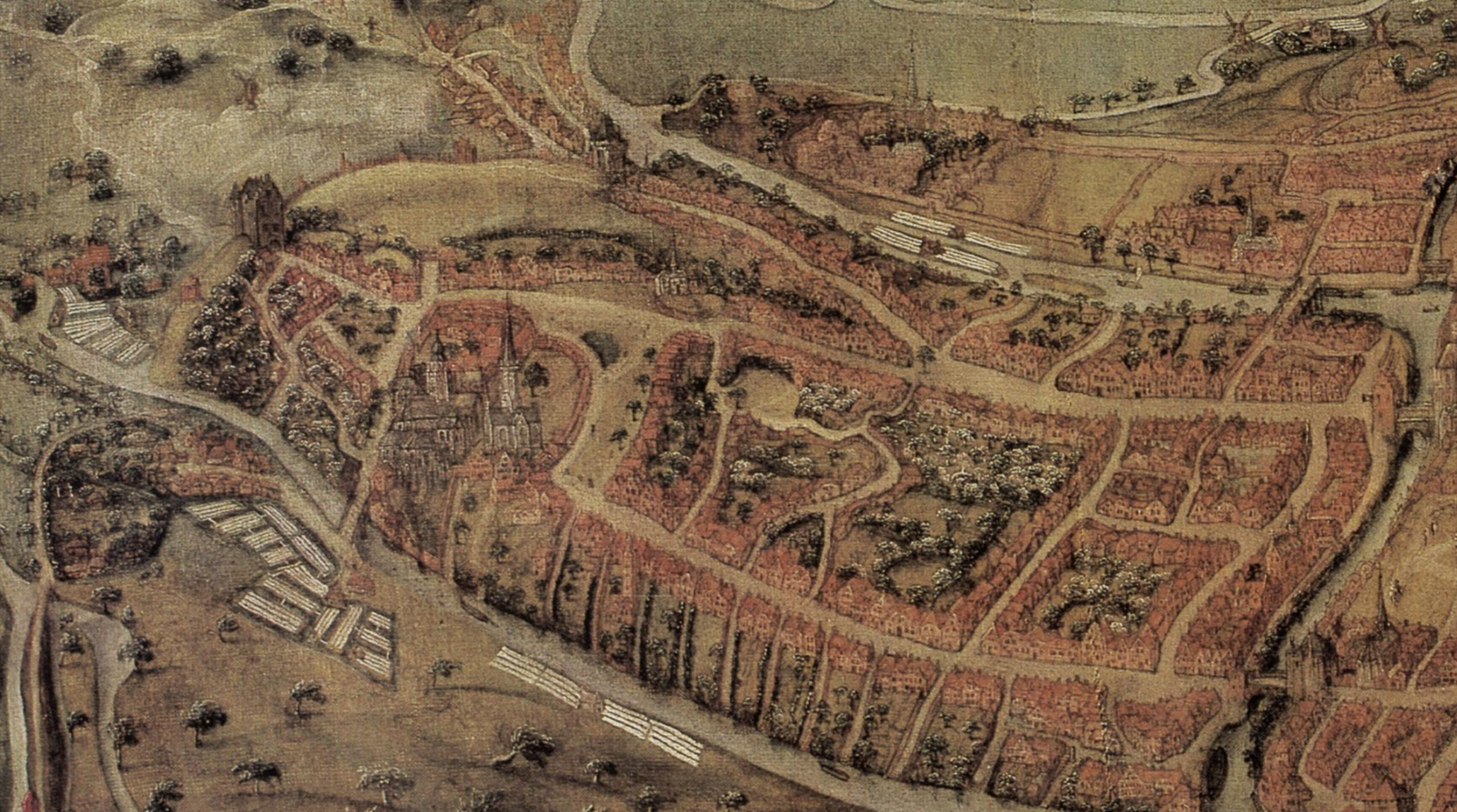
Sint-Pietersdorp, 1534

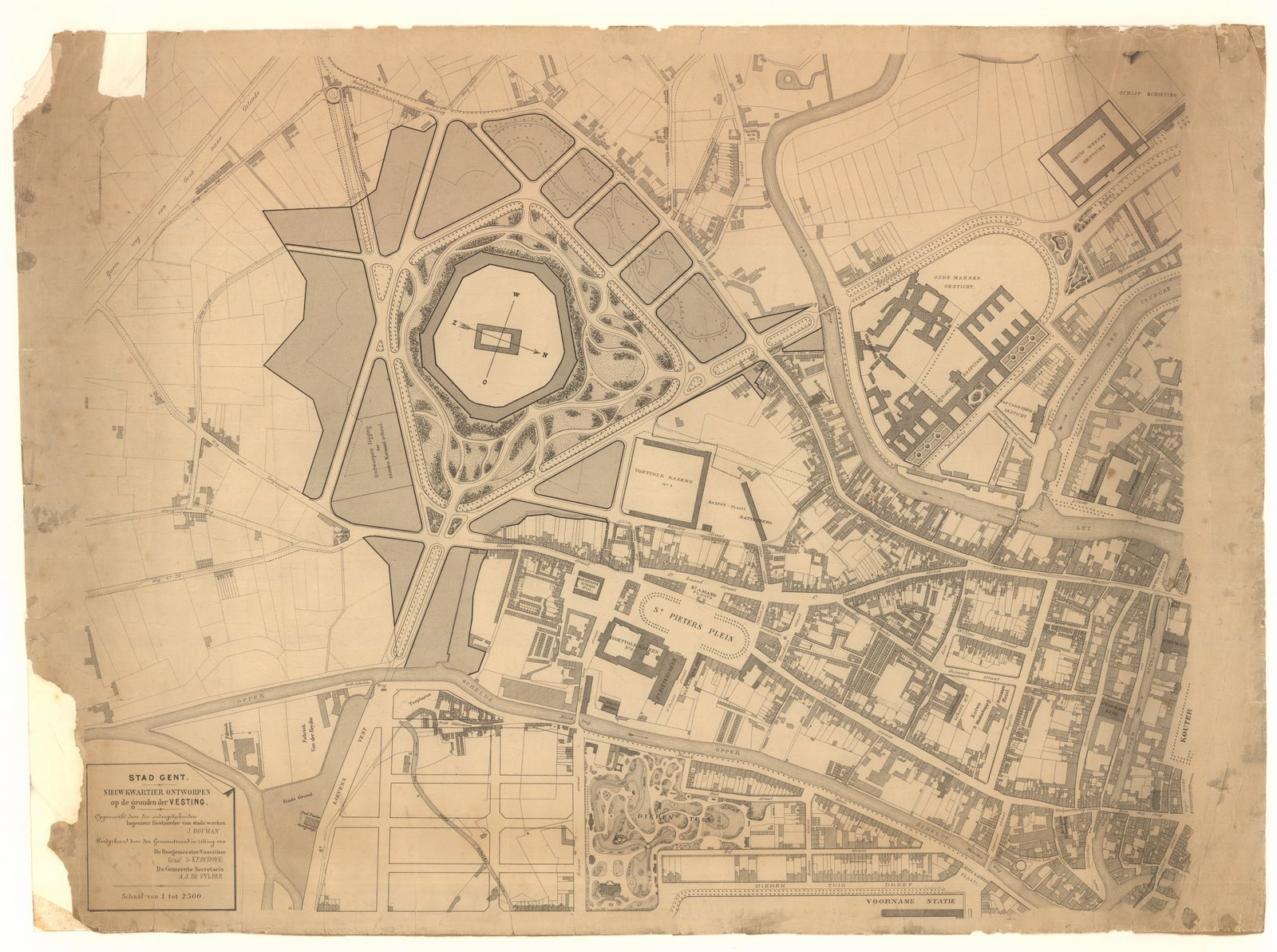
Sint-Pietersdorp, 1874

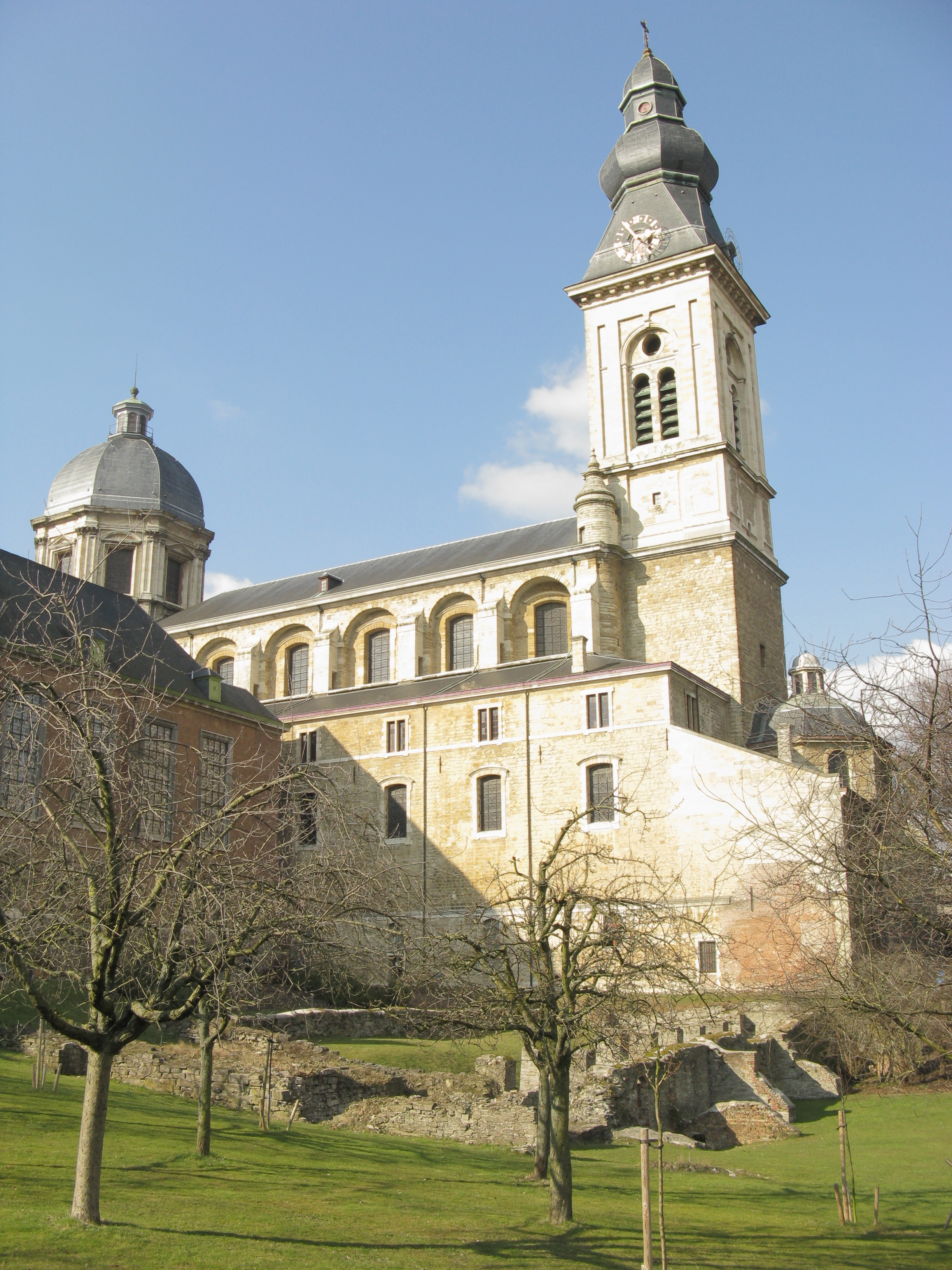
Sint-Pietersabdij

Het Sint-Pietersdorp was een dorp bij de Belgische stad Gent. Het gebied behoorde toe aan de Sint-Pietersabdij en lag ten zuiden van de middeleeuwse stadskern. Het gebied is nu helemaal opgenomen in het stadscentrum van Gent.
Het Sint-Pietersdorp lag op en rond de hoogte van de Blandijnberg, gevat tussen een tak van de Leie in het westen en de Schelde in het oosten, ten zuiden van de 11de-eeuwse Ketelvest, die toen de zuidelijke omwalling van Gent vormde. Twee grote zuidelijke invalswegen liepen door dit gebied, ongeveer gelijklopend met de Leie en de Schelde. De westelijke weg in de buurt van de Leie is nu de Kortrijksesteenweg - Kortrijksepoortstraat - Nederkouter; de oostelijke weg in de buurt van de Schelde is nu de Overpoortstraat - Sint-Pietersnieuwstraat - Walpoortstraat.
Bij de Sint-Pietersabdij werd ook een parochiekerk opgericht, de Onze-Lieve-Vrouwekerk. In de 13de eeuw werd het grondgebied van de stad uitgebreid en in de periode 1253-1254 kwam het noordelijk deel van het Sint-Pietersdorp binnen de stadsomheining te liggen. Toch bleef dit deel een landelijk gebied rond de abdij. Op de toegangswegen kwam in het westen de Kortrijksepoort of Petercellepoort en in het oosten de Overpoort of Heuvelpoort. Tussen beide liep de Hoge Vest en werden later bastions opgericht. In 1671 bouwde men voor de omwallingen tussen beide poorten het Montereyfort. In 1687 werd binnen de muren ook een kazerne gebouwd op het Eekhout, een bos op de Blandijnberg. In het landelijk gebied buiten deze omwalling lagen de gehuchten Sint-Pieters-Aaigem en Sint-Pieters-Aalst.
Op het eind van de 18de eeuw verdwenen het Montereyfort en de oude versterkte stadspoorten. Op het eind van het ancien régime werden onder Frans bewind de kerkelijke bezittingen afgeschaft en het Sint-Pietersdorp kwam onder het gezag van de stad. In 1799 werd Onze-Lieve-Vrouwekerk gesloopt en in 1811 verdween ook het westelijke deel van de abdijgebouwen. Halverwege de 19de eeuw zou op deze vrijgekomen plaats het Sint-Pietersplein worden aangelegd, waarbij een stuk van de Blandijnberg werd genivelleerd. Onder Hollands bewind werd vanaf 1820 op de plaats van het vroegere Montereyfort begonnen met de bouw van de Citadel van Gent.
In de loop van de 19de eeuw vestigden zich in het Sint-Pietersdorp binnen de muren verschillende bedrijven en er ontstonden tientallen beluiken, zoals het Bataviabeluik en het De Vreesebeluik. De kazerne werd in 1830 gesloopt. In 1837 werd station Gent-Zuid opgetrokken in het vroegere weidegebied van de Muinkmeersen. In 1851 opende hier ook de dierentuin van Gent zijn deuren. Op het hoogste punt van de Kattenberg kwamen de watertorens van de stad Gent.
Het gebied buiten de omwallingen bleef landelijk. Halverwege de 19de eeuw werd het in oost-westrichting doorsneden door de spoorlijn van Gent naar Brugge. In 1860 werden de oude stadsomwallingen definitief afgebroken en de stad kon verder groeien. Op de plaats van de vroegere omwallingen werden nieuwe promenades ingericht. Ook de citadel werd alweer afgebroken en op deze plaats werd later het Citadelpark aangelegd.
Op het eind van de 19de eeuw en in de 20ste eeuw werd het Sint-Pietersdorp binnen de muren grondig hertekend. De fabrieken en veel beluiken verdwenen in de loop der jaren, straten werden verbreed, nieuwe straten werden aangelegd en burgerhuizen werden opgetrokken. Er kwamen verschillende nieuwe grote gebouwen van de universiteit van Gent. In 1905 ging ook de dierentuin dicht. In 1906 werd in de omgeving van de in 1830 gesloopte kazerne de monumentale Leopoldskazerne opgetrokken.
Begin 20ste eeuw zou ook het vroegere Sint-Pietersdorp extra muros verstedelijken. In de periode 1908-1912 werd hier het nieuwe station Gent-Sint-Pieters gebouwd, dat het belangrijkste station van de stad werd. Hier werd ook de Wereldtentoonstelling van 1913 georganiseerd. De promenades op de plaats van de vroegere stadsomwallingen werden een onderdeel van de drukke Gentse stadsring R40. Het gebied werd een belangrijke studentenbuurt van de stad Gent, met het rectoraat van de Gentse universiteit en de universiteitsgebouwen van de Plateau-Rozier, Blandijn met de Boekentoren, Hoveniersberg, Ledeganck, het Technicum, de studentenresto's De Brug en Overpoort, gebouwen van de Hogeschool Gent en Arteveldehogeschool en talrijke studentenkoten.